# Gabriella Dorio
Gabriella Dorio, född den 27 juni 1957 i Veneto, är en italiensk före detta friidrottare som under 1980-talet tävlade i medeldistanslöpning.
Dorio började som terränglöpare men deltog vid Olympiska sommarspelen 1980 i Moskva på 1 500 meter där hon slutade på fjärde plats. Hennes första medalj tog hon vid EM inomhus 1982 där hon vann guld på 1 500 meter. Vid EM utomhus samma år blev det en bronsmedalj. Dorio deltog även vid VM 1983 i Helsingfors men slutade först på en sjunde plats. Hennes stora framgång kom i hennes sista större mästerskap nämligen Olympiska sommarspelen 1984 där hon vann guld på 1 500 meter. 
Dorio gjorde en comeback till VM 1991 men blev utslagen i försöken på både 800 meter och 1 500 meter. 
Hennes personliga rekord på 1 500 meter är 3.58,65 och är från en tävling 1982.